# Rhinobatos glaucostigma
Rhinobatos glaucostigma és un peix de la família dels rinobàtids i de l'ordre dels rajiformes.

## Morfologia
Pot arribar als 76,3 cm de llargària total.

## Distribució geogràfica
Es troba a les costes centrals del Pacífic oriental: des del Golf de Califòrnia fins a l'Equador.